# Astronomija u 1682.
◄◄ | ◄ | 1679. | 1680. | 1681. | 1682.  | 1683. | 1684. | 1685. | ► | ►►
Arhitektura • Astronomija • Biologija • Glazba • Kazalište • Kemija • Kiparstvo • Knjige • Književnost • Kršćanstvo • Medicina • Politika • Pravo • Promet • Slikarstvo • Znanost
Astronomija u 1682.

## Astronomske pojave
Komet koji će kasnije postati poznat kao Halleyjev komet, promatra se s nekoliko lokacija na zemlji nakon što je dosegao magnitudu 2 i postao vidljiv golim okom. Arthur Storer ga promatra iz sjevernoameričke kolonije Maryland, dok ga njemački astronom Johannes Hevelius promatra iz Danziga (danas Gdanjsk u Poljskoj). Edmond Halley uspješno predviđa da će se vratiti u 1758..

## Vanjske poveznice
|  | Zajednički poslužitelj ima još gradiva o temi Astronomija u 1682. |